# Änojávrre
Änojávrre, enligt tidigare ortografi Änojaure, är en sjö i Jokkmokks kommun i Lappland och ingår i Luleälvens huvudavrinningsområde. Sjön har en area på 0,111 kvadratkilometer och ligger 385 meter över havet. Änojávrre avvattnas av ett namnlöst biflöde till Gamájåhkå.

## Delavrinningsområde
Änojávrre ingår i det delavrinningsområde (743459-158304) som SMHI kallar för Ovan Njakajåkkå. Medelhöjden är 575 meter över havet och ytan är 32,87 kvadratkilometer. Räknas de 30 avrinningsområdena uppströms in blir den ackumulerade arean 518,99 kvadratkilometer. Gamájåhkå som avvattnar avrinningsområdet har biflödesordning 2, vilket innebär att vattnet flödar genom totalt 2 vattendrag (Lilla Luleälv, Luleälven) innan det når havet efter 302 kilometer. Avrinningsområdet består mestadels av skog (72 procent) och kalfjäll (22 procent). Avrinningsområdet har 0,43 kvadratkilometer vattenytor vilket ger det en sjöprocent på 1,3 procent.